# Ariake Gymnastics Centre
Het Ariake Gymnastics Centre (有明体操競技場, Ariake taisō kyōgijō) is een Japanse multifunctionele hal en arena gelegen in de wijk Ariake, in de Japanse stad Koto, een van de drieëntwintig speciale wijken en gelijktijdig ook een satellietstad binnen de Prefectuur Tokio. Het sportcomplex ligt in het zuiden van de agglomeratie, aan de baai van Tokio.
De hal werd tussen november 2017 en oktober 2019 in 23,5 maand constructietijd voltooid, werd ingehuldigd op 29 oktober 2019 en is gebouwd voor de Olympische en Paralympische Zomerspelen 2020. De constructie met een kostprijs van 20,5 miljard yen heeft een bouwoppervlakte van 21.261 vierkante meter, heeft drie verdiepingen (met de arena op de hoogste verdieping) en biedt zo een totale vloeroppervlakte van 39.194 vierkante meter. De arena biedt plaats aan maximaal 12.000 mensen, deels met tijdelijke tribunes gerealiseerd. In de hal wordt de gymnastiekcompetitie afgewerkt tijdens de Olympische Spelen en de boccaicompetitie tijdens de Paralympische Spelen. 
De architecten van Nikken Sekkei hebben hun constructie gebaseerd op traditionele Japanse bouwtechnieken. Zo werd er niet minder dan 2300 kubieke meter hout uit heel Japan gebruikt in de constructie, waaronder veel larix (onder meer voor de dakconstructie op basis van een stalen skelet) en Japanse inlandse ceder (zowel voor het exterieur als voor de zitplaatsen in de arena). Volgens de organisatoren zou het Gymnastics Centre lijken op een "houten kom die in de baai zweeft". De constructie is voorzien na de Spelen nog minstens tien jaar ingezet te kunnen worden, en zou omgebouwd worden tot een tentoonstellingshal. Implementatieontwerp en hoofdaannemer was het Japanse Shimizu, die ook al eerder voor het Japans Olympisch Comité werkte, reeds in 1964 met de bouw van het Yoyogi Nationaal Stadion.
Het Ariake Gymnastics Centre was voor de Olympische Spelen ook al de locatie van de wereldkampioenschappen trampolinespringen 2019 dewelke doorgang vonden van 28 november 2019 tot 1 december in de aanwezigheid van 12.000 toeschouwers, het kampioenschap functioneerde dan ook als testevent en generale repetitie voor het Gymnastics Centre. De pers loofde de zaal, maar kloeg over de onconfortabele houten zitjes in de tijdelijke tribunes. Het Gymnastics Centre, in de zone van de baai van Tokio, ligt op anderhalve kilometer ten zuidoosten van het Olympisch Dorp.

## Galerij

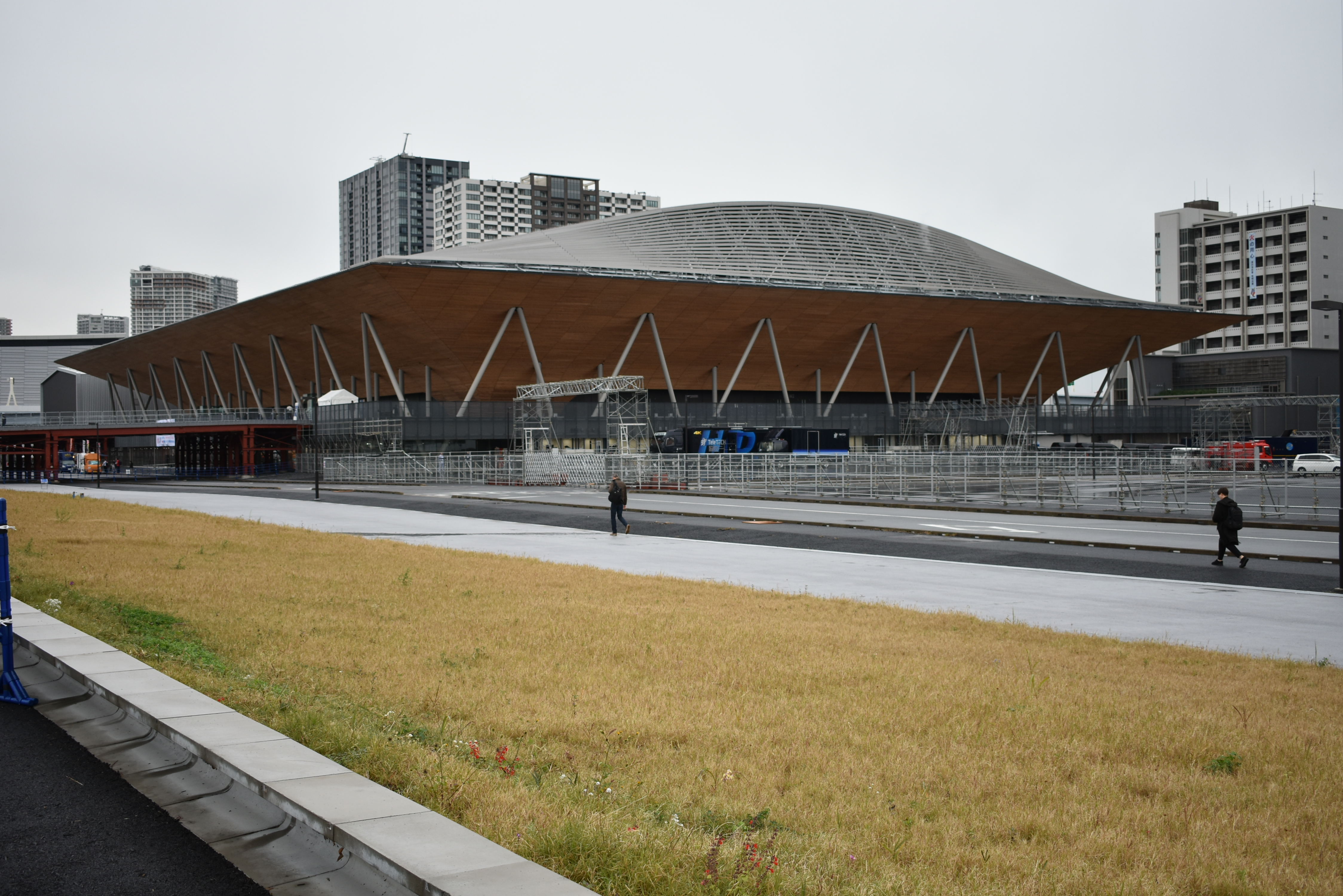
28 november 2019, eerste evenement
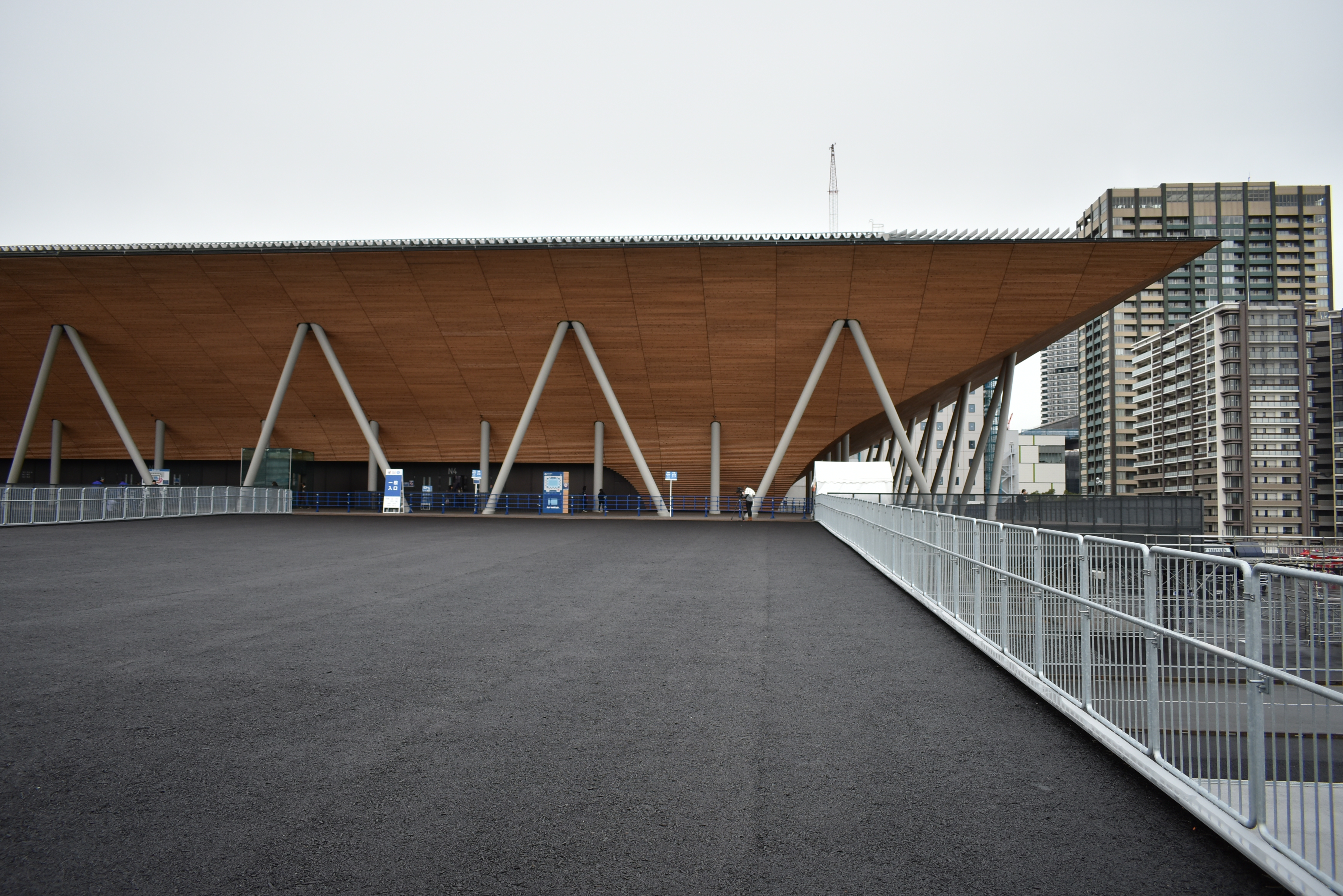
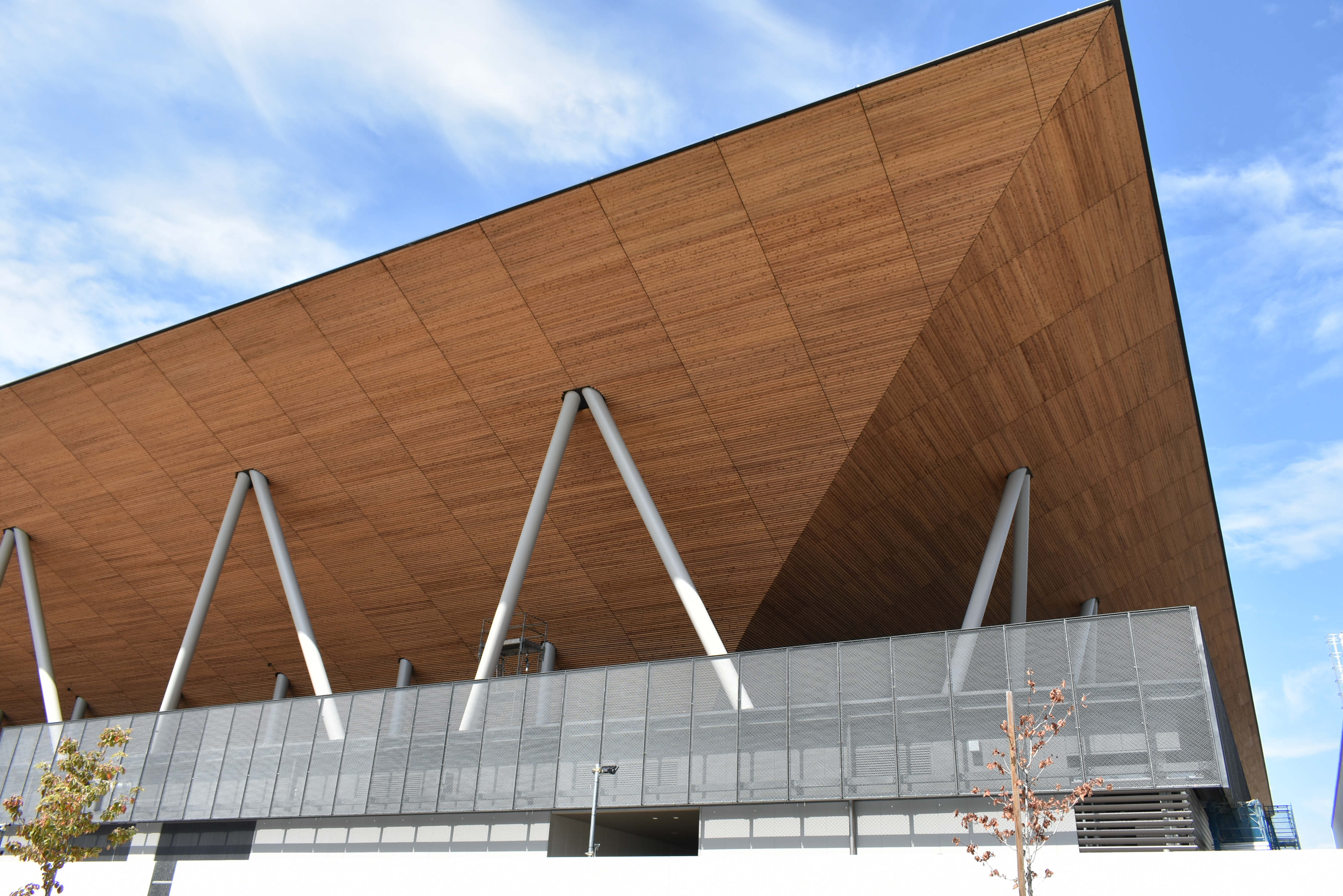
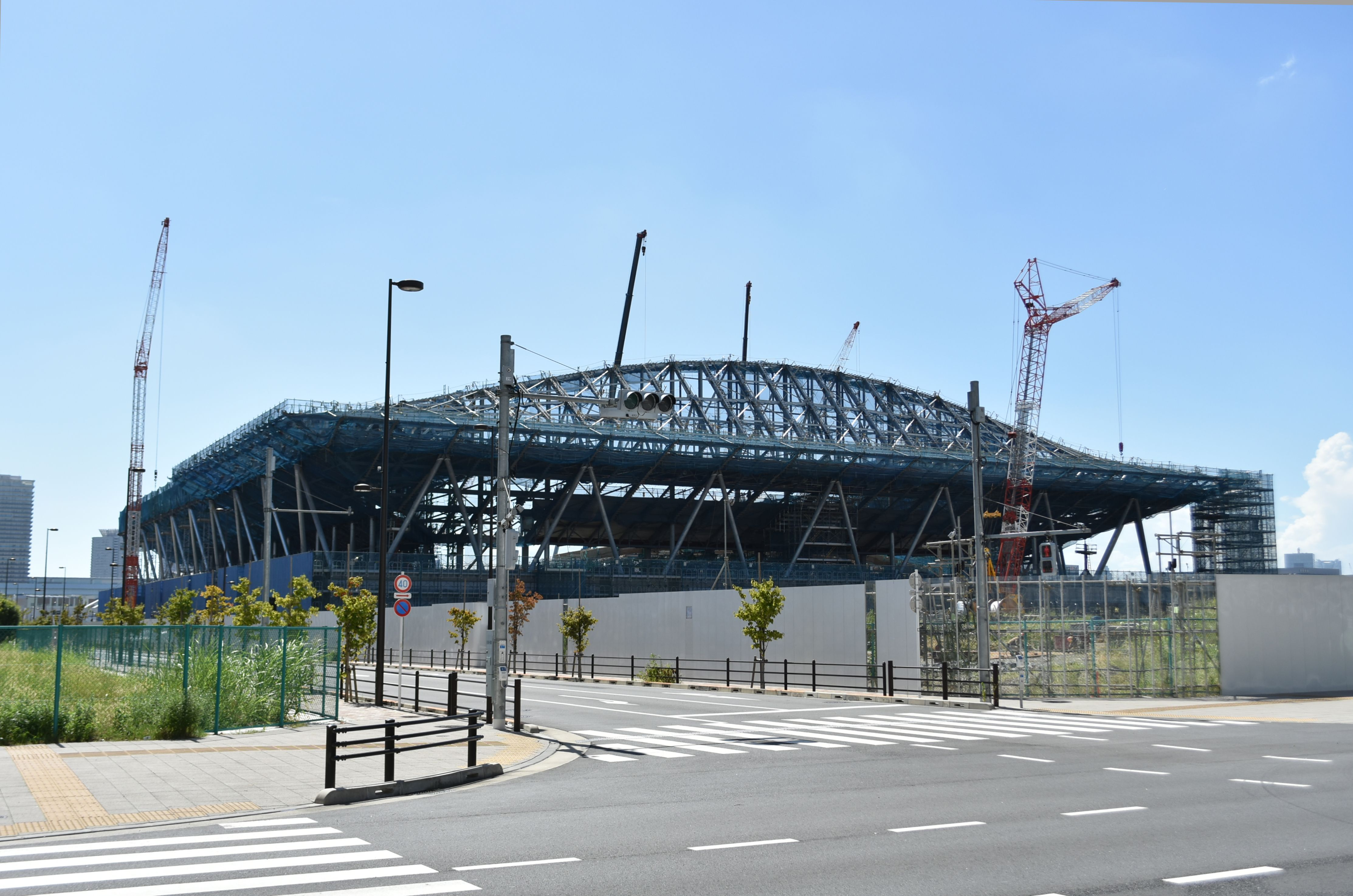
stalen skelet dakconstructie
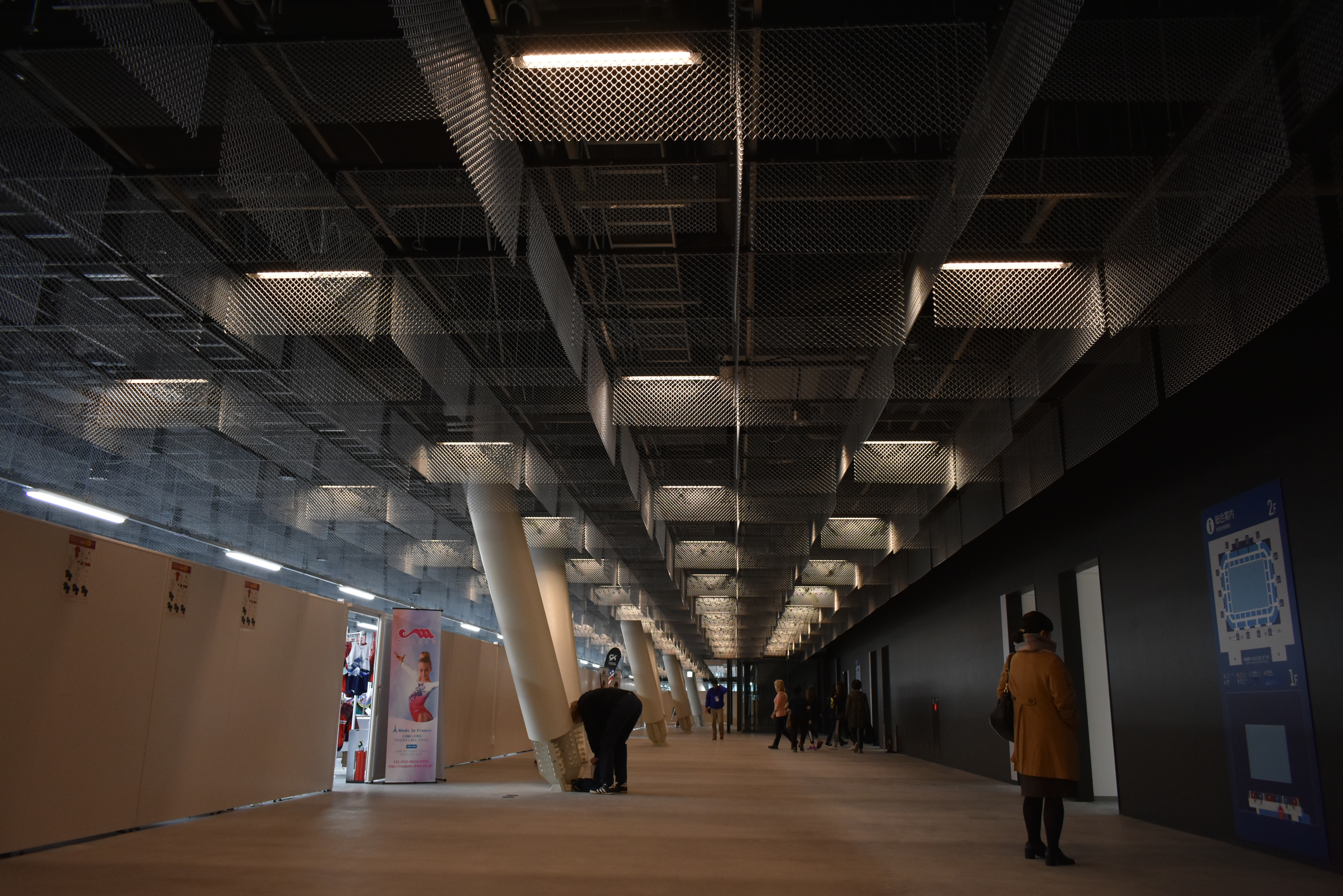
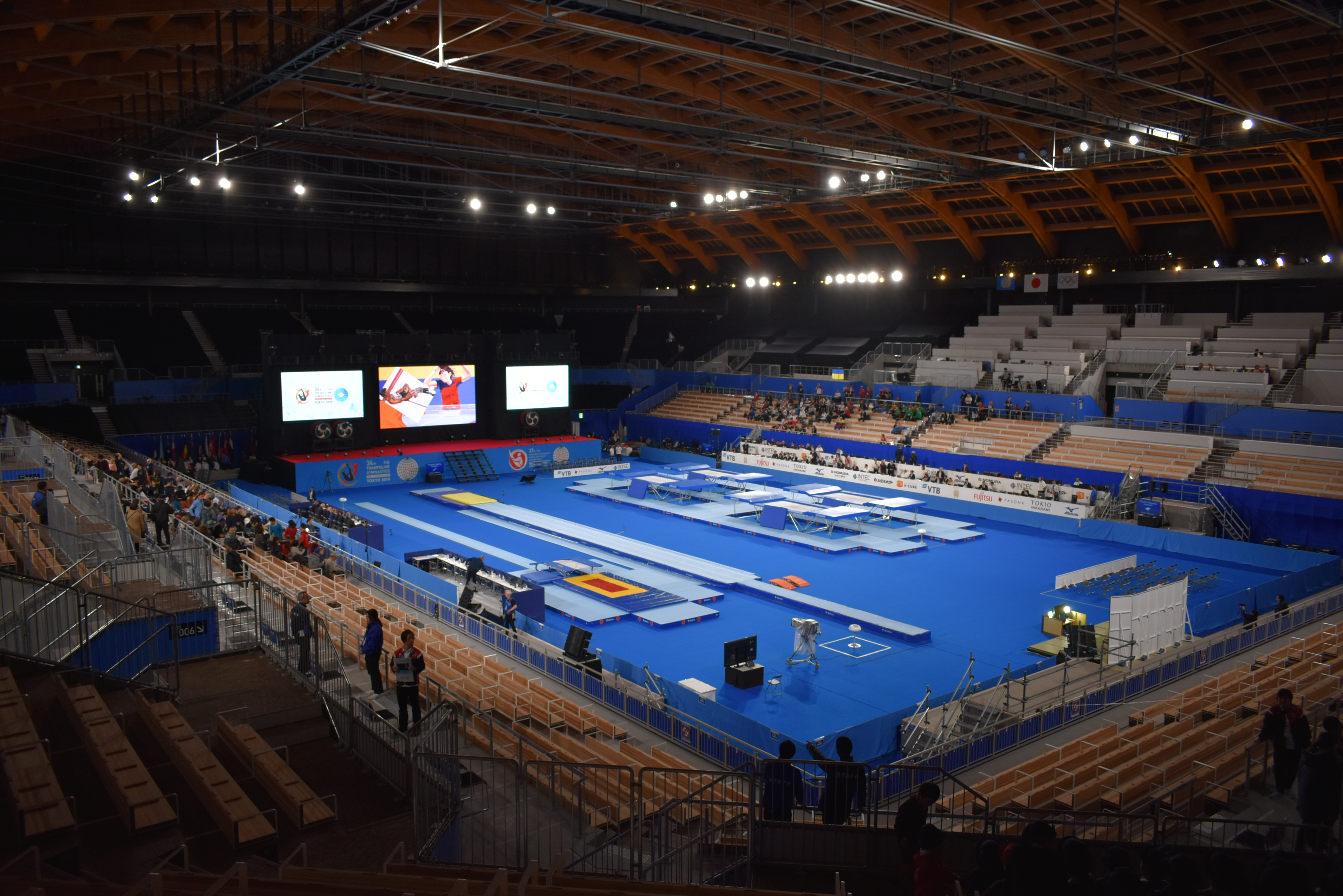
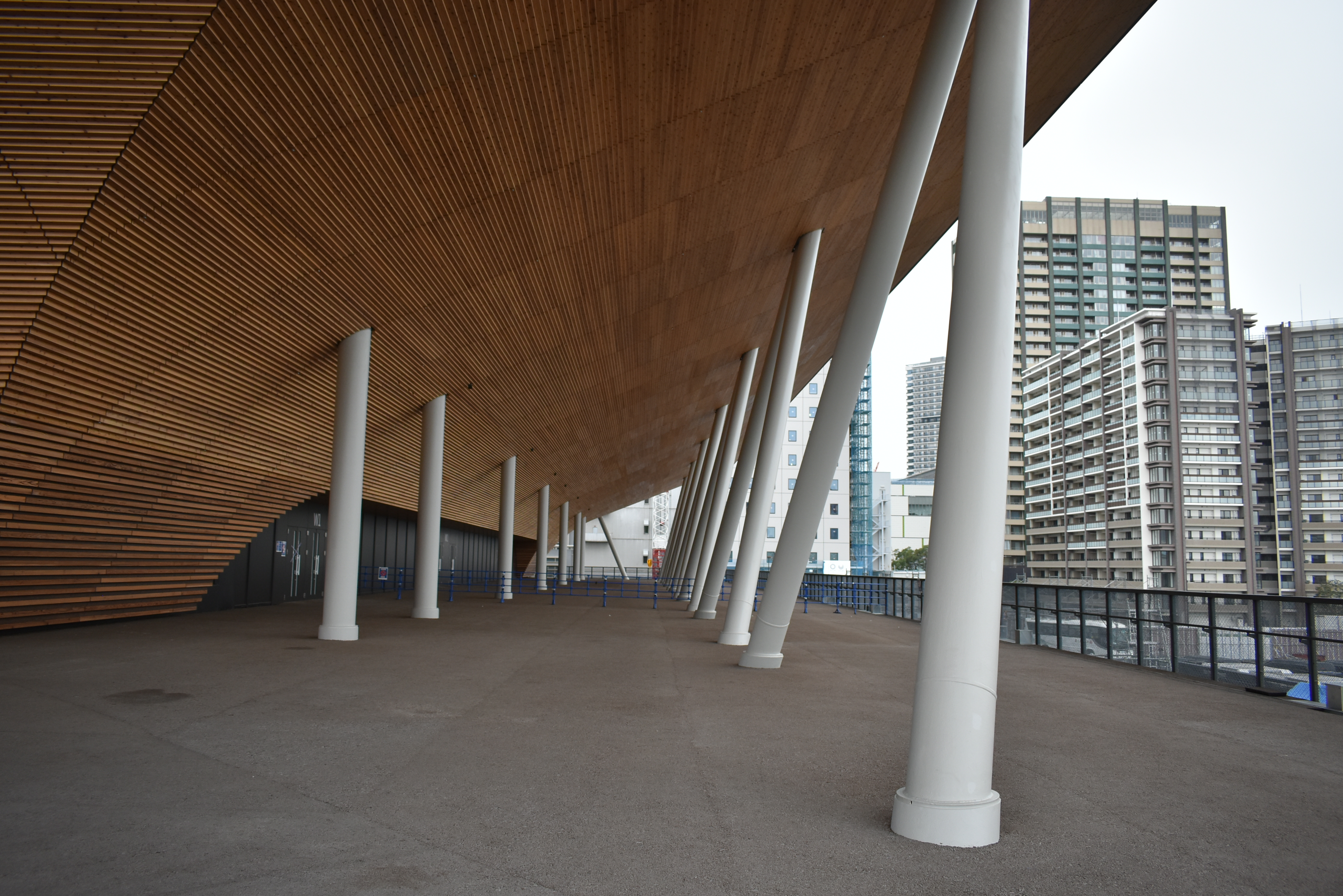